# Marty Jannetty
Frederick Marty Jannetty (Columbus, 3 febbraio 1960) è un ex wrestler statunitense, noto per essere stato uno dei componenti del tag team The Rockers assieme a Shawn Michaels nella World Wrestling Federation.
Jannetty e Michaels divennero campioni battendo la Hart Foundation, ma il passaggio del titolo non venne riconosciuto dalla WWF. Nel corso della sua permanenza nella federazione di Vince McMahon vinse una volta il WWF Intercontinental Title e una volta il WWF World Tag Team Title in coppia con 1-2-3 Kid.

## Carriera nel wrestling

### National Wrestling Alliance (1984-1986)
Jannetty iniziò la sua carriera da lottatore nella National Wrestling Alliance nell'aprile 1984, combattendo prevalentemente nella zona di Kansas City. Lottava sia nella competizione da singolo che nella divisione tag team, dove ebbe come partner di coppia "Bulldog" Bob Brown, Dave Peterson, e Tommy Rogers con il quale formò il tag team denominato "Uptown Boys". La svolta arrivò alla fine del 1985 quando incontrò Shawn Michaels. I due formarono la coppia "The Midnight Rockers" che vinse ben presto i titoli Central States Tag Team Championship sconfiggendo i Batten Twins. Nell'estate 1985, Jannetty si imbarcò nel suo primo tour in Giappone con la All Japan Pro Wrestling, dove il suo match più importante fu una sconfitta contro Tiger Mask II il 5 settembre. Durante questo periodo, Jannetty sfidò, senza successo, anche Ric Flair con in palio il titolo NWA World Heavyweight Championship.

### American Wrestling Association (1986-1988)

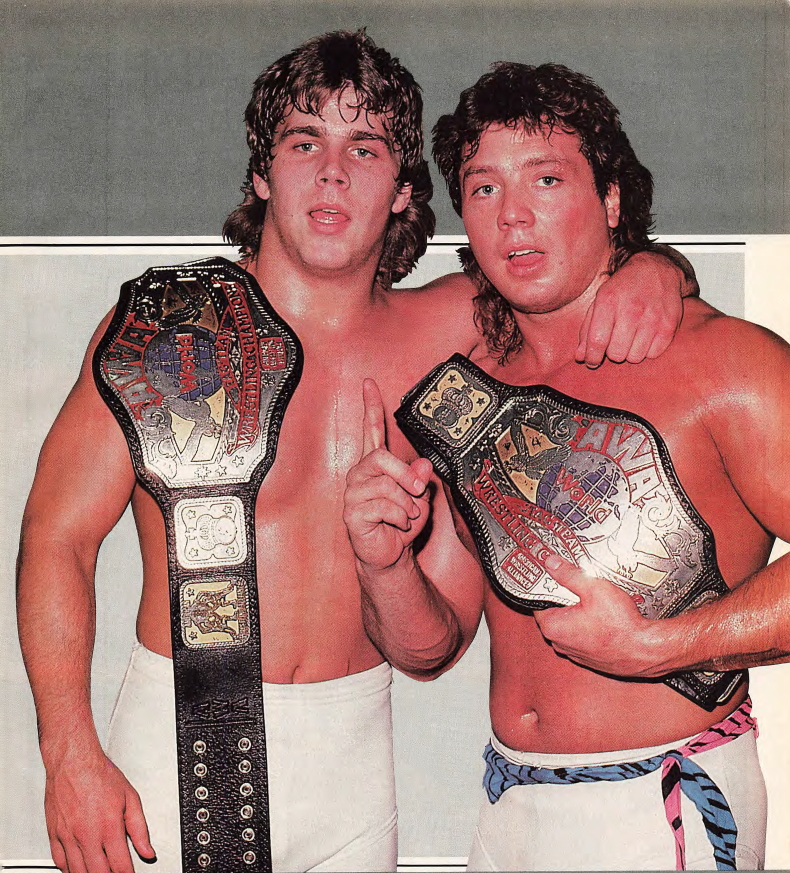
Michaels e Jannetty nel 1987 con le cinture di campioni di coppia AWA

Nel 1986, il duo lasciò l'NWA per passare alla American Wrestling Association. Nell'AWA, Jannetty & Michaels si costruirono velocemente una reputazione come giovani di talento, eseguendo mosse acrobatiche sul ring. I due conquistarono il World Tag Team Championship in due occasioni, una prima volta sconfiggendo Buddy Rose & Doug Somers, e successivamente gli Original Midnight Express. Vinsero inoltre due volte il Southern Tag Team Championship battendo in due occasioni separate i Rock 'n' Roll RPMs prima di passare alla World Wrestling Federation nel 1988.

### World Wrestling Federation (1988-1992)

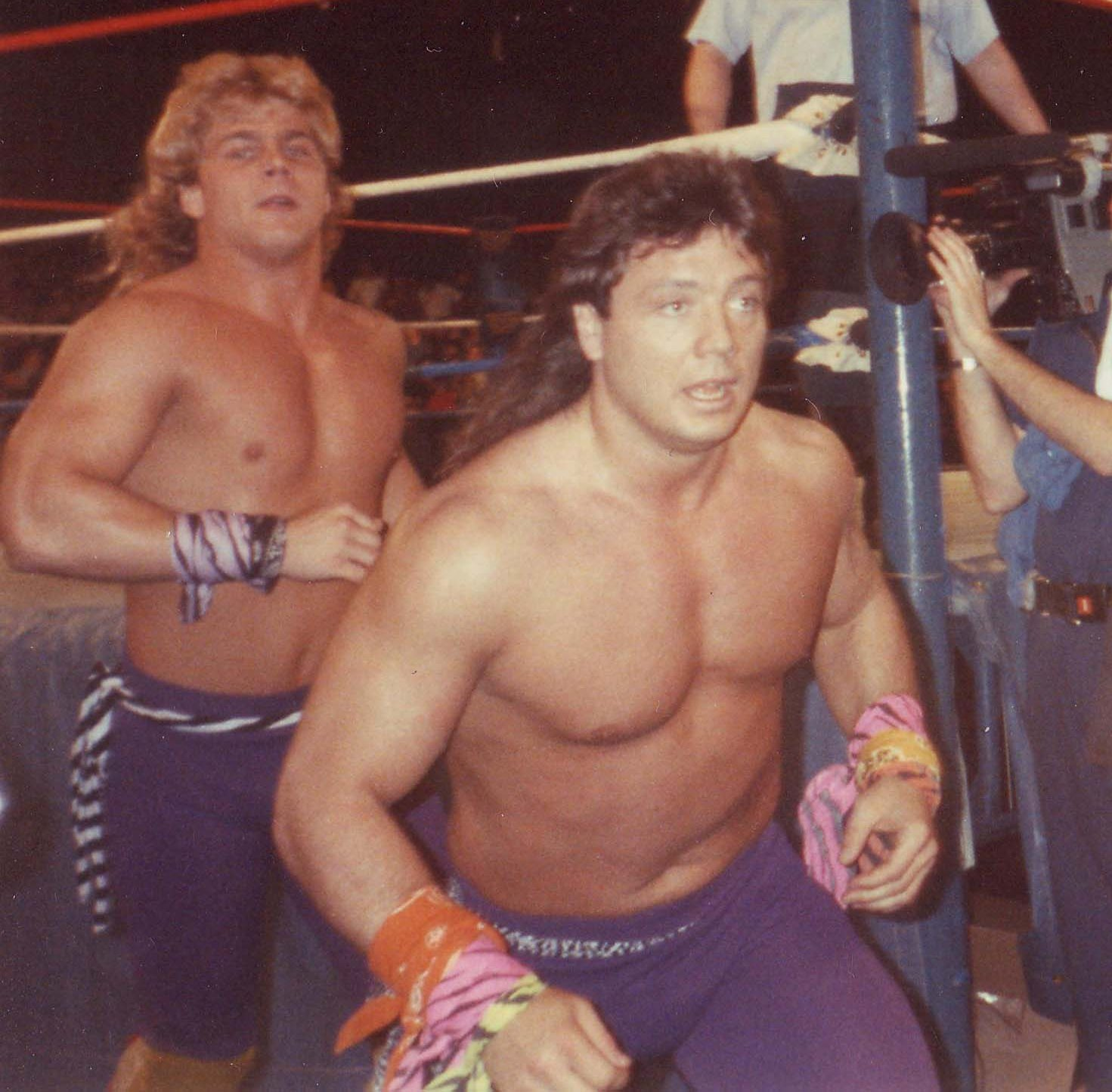
Jannetty con Shawn Michaels all'epoca dei The Rockers.

Chiamati ora semplicemente The Rockers, la popolarità di Jannetty & Michaels crebbe in maniera esponenziale. Debuttarono in WWF il 18 giugno 1988 e l'anno seguente affrontarono tag team di prestigio come Demolition, Hart Foundation, e Brain Busters, diventando dei beniamini del pubblico (soprattutto femminile grazie al loro bell'aspetto).
Nonostante il successo riscosso, i Rockers non riuscirono mai a conquistare ufficialmente i titoli Tag Team Championship in WWF. Nell'ottobre 1990, i Rockers furono designati come prossimi vincitori dei titoli di coppia sconfiggendo la Hart Foundation poiché Jim Neidhart, metà del team campione, era in procinto di abbandonare la compagnia. Il match venne registrato e i Rockers conquistarono regolarmente le cinture, ma poco tempo dopo, Neidhart trovò l'accordo con i vertici della federazione e venne reintegrato. La conseguenza fu che i titoli furono restituiti alla Hart Foundation una settimana dopo, il cambio di titolo non venne mai riconosciuto e la puntata dove Jannetty & Michaels vinsero le cinture non venne mai mandata in onda. Quando la notizia trapelò fuori dall'ambiente, la WWF spiegò che la decisione del match era stata revocata in quanto uno dei sostegni del ring si era rotto durante l'incontro.

#### Infortunio a Charles Austin
Nel corso di un match dei Rockers allo USF Sun Dome nel dicembre 1990, Jannetty eseguì la mossa Rocker Dropper sul jobber Charles Austin, che combatteva in coppia con Lanny Poffo. A causa di un errore di esecuzione, Austin si ruppe il collo e successivamente il lottatore fece causa a Jannetty, Michaels, e Titan Sports. Quando il caso venne discusso in tribunale nel 1994, Charles Austin ricevette un indennizzo pari a 26 milioni di dollari a titolo di risarcimento.

#### Fine dei Rockers e uscita dalla federazione
Nel 1991, Michaels venne "accidentalmente" colpito in faccia da un calcio di Jannetty durante un match contro i Nasty Boys, che causò l'eliminazione dei Rockers dalle Survivor Series del 1991. Dopo la sconfitta, Michaels si infuriò molto ed inveì pesantemente contro Jannetty, colpevole a suo dire dell'eliminazione. Cercando di appianare la questione, Brutus Beefcake invitò i due nel suo talk show "The Barbershop". Michaels & Jannetty sembrarono sul punto di riconciliarsi, ma poi Michaels colpì a tradimento Jannetty con un calcio in faccia e poi lo gettò contro una vetrata della scenografia mandandola in frantumi.
Inizialmente Jannetty avrebbe dovuto curarsi dall'infortunio, per poi tornare e vendicarsi dell'ex partner a WrestleMania VIII. Tuttavia, venne arrestato per aver aggredito un agente di polizia e condannato a sei mesi di carcere, e la WWF decise di licenziarlo nel marzo 1992.

### United States Wrestling Association (1992)
Dopo aver lasciato la WWF, Jannetty si unì alla USWA diventando un personaggio heel. Durante lo stint, il suo manager era Bert Prentice ed ebbe un feud di media importanza con Jerry Lawler.

### Ritorno in WWF (1992-1994)
Jannetty tornò in WWF nell'ottobre 1992, sfidando Michaels a un incontro da disputarsi nel corso del ppv Royal Rumble del '93. Jannetty perse il match a causa di un'interferenza di Sensational Sherri. Il feud avrebbe dovuto continuare, ma Jannetty venne nuovamente licenziato a seguito della voce che avesse combattuto l'incontro con Michaels sotto l'effetto di droga ed alcool. Jannetty negò ogni accusa dicendo che la voce era stata messa in giro da Shawn Michaels.

#### Titolo Intercontinentale & Tag Team Champion
Jannetty ritornò ancora in WWF nel maggio 1993, sfidando Michaels per il titolo Intercontinental Championship apparendo a sorpresa tra il pubblico di una puntata di Monday Night Raw mentre Michaels, intervistato da Vince McMahon, stava annunciando che avrebbe difeso la cintura contro chiunque. Anche se all'inizio Michaels cercò di rifiutare la sfida di Jannetty, successivamente accettò la contesa. Jannetty vinse il titolo la sera stessa, grazie alle interferenze di "Mr Perfect" Curt Hennig che impedì a Michaels di andarsene dal ring. Riperse la cintura contro Michaels poche settimane dopo. Secondo Jannetty, fu Curt Hennig a riportarlo in WWF. Hennig, che era in buoni rapporti con Vince McMahon, lo persuase che la brutta performance di Marty alla Royal Rumble era colpa anche di Shawn Michaels e non solo sua. Nel giugno 1993, Jannetty ebbe un breve feud con Doink the Clown, poi formò un tag team insieme a 1-2-3 Kid.
I due conquistarono il Tag Team Championship sconfiggendo i The Quebecers (Jacques & Pierre) durante la puntata del 10 gennaio di Monday Night Raw. Tuttavia, cedettero le cinture una settimana dopo nuovamente ai Quebecers in un match non trasmesso in televisione.
Successivamente Jannetty lasciò la WWF e sparì dal mondo della lotta fino al 1995 quando fece alcune apparizioni nella Extreme Championship Wrestling.

### Secondo ritorno in WWF (1995-1996)
Nel settembre 1995, tornò per l'ennesima volta in WWF combattendo in coppia con Razor Ramon durante un feud che li vedeva contrapposti a Sycho Sid e 1-2-3 Kid (diventato ora uno dei "cattivi").
In seguito, Jannetty effettuò un turn heel nel febbraio 1996 unendosi a Leif Cassidy per formare i "The New Rockers". Tuttavia, la coppia ebbe vita breve. Jannetty lasciò la WWF poco tempo dopo, deluso dall'insuccesso del nuovo tag team.

### Circuito indipendente (1997-2004)
Marty entrò nella Ultimate Championship Wrestling nel 1997. Riapparve in World Championship Wrestling nel gennaio 1998, dove lottò nella divisione cruiserweight prima di essere licenziato da Eric Bischoff nel marzo 1999.
Dopo aver preso parte ad un match in Extreme Championship Wrestling nel 2000, Jannetty tornò a lottare in federazioni del circuito indipendente, incluso un breve stint nella XWF di Jimmy Hart.

### Terzo ritorno in WWE (2005-2007, 2009)
Nella puntata del 14 marzo 2005 di Raw, Jannetty tornò per effettuare una reunion occasionale con l'ex tag team partner Shawn Michaels nei Rockers, per combattere contro La Résistance (Sylvain Grenier & Rob Conway). Jannetty & Michaels vinsero il match.
Ciò servì da preludio al match di Jannetty con Kurt Angle a SmackDown!, sancito perché Angle aveva voluto sfidare Jannetty prima del suo incontro a WrestleMania 21 con Shawn Michaels. Angle riuscì a batterlo facendolo cedere per dolore con la sua Ankle Lock ma solo dopo un match lungo e faticoso nel quale rischiò anche di perdere. Successivamente, Vince McMahon affermò che avrebbe offerto un contratto a tempo pieno a Jannetty se egli avesse accettato di entrare a far parte del suo "Kiss My Ass Club" la settimana successiva a Raw.
Jannetty rifiutò, e allora McMahon gli offrì la possibilità di far vedere quanto valesse uscendo dalla presa di sottomissione di Chris Masters, la temibile Master Lock. Jannetty sembrò in grado di riuscire nell'impresa, ma Mr. McMahon (arbitro della contesa) lo colpì con un low blow. Impossibilitato a liberarsi dalla presa, riuscì a salvarsi solo grazie all'intervento di Shawn Michaels che arrivò in suo soccorso. Poco tempo dopo il salvataggio di Jannetty da parte di Michaels, Shane McMahon salì sul ring e colpì Marty con una sedia d'acciaio mandandolo KO. Gli ex compagni nei Rockers avrebbero dovuto portare avanti il feud contro i McMahon, ma Jannetty non si presentò nel corso della successiva puntata di Raw e furono invece Triple H e Shawn Michaels a riformare la D-Generation X. Il 3 marzo, la WWE annunciò che Jannetty era uscito dalla federazione.
Il 3 dicembre a Raw, Mr. Kennedy, all'epoca nel pieno di un feud con Shawn Michaels, disse che avrebbe parlato con tre persone che conoscevano molto bene Michaels. Gli individui si rivelarono tre impostori vestiti come Razor Ramon, Diesel, e Jannetty. Insieme a un falso Michaels, furono tutti colpiti dalla Sweet Chin Music del vero Michaels. La settimana seguente, Jannetty apparve insieme a Michaels in un'intervista. Michaels voleva vedere cosa sarebbe successo se Kennedy avesse lottato contro il vero Jannetty. Alla fine, egli venne sconfitto da Kennedy. Il 19 ottobre 2009, Jannetty fece un'apparizione a Raw dove perse un match con The Miz.

### Ritorno nel circuito indipendente (2011-2018)

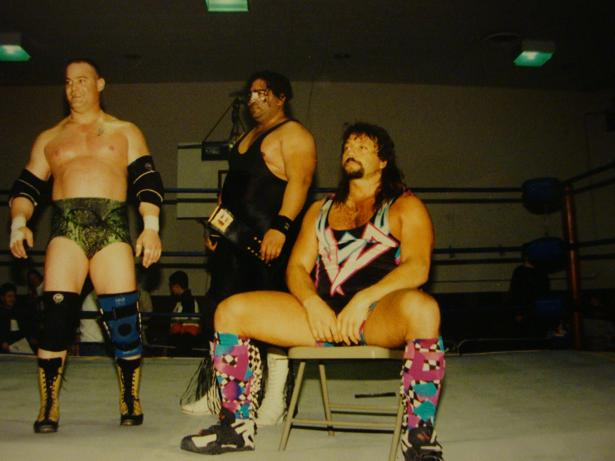
Jannetty (seduto) nella UWA.

Il 22 ottobre 2011 fu annunciato che Marty Jannetty aveva firmato un contratto come allenatore/lottatore per la federazione Chikara. Il suo match di debutto era stato fissato per il 29 ottobre contro Tursas, ma lo show venne cancellato. Debuttò allora il 13 novembre al ppv High Noon, accompagnando al ring gli Young Bucks (Matt & Nick Jackson). Il 12 agosto 2012 lottò in coppia con Green Ant, perdendo contro i Los Ice Creams (El Hijo del Ice Cream & Ice Cream Jr.). Tornò il 16 settembre 2012, dove lui e 1-2-3 Kid vinsero l'annuale Tag Team Gauntlet Match a 2012 King of Trios. Il 2 dicembre Jannetty & 1-2-3 Kid sfidarono al ppv Under the Hood i campioni di coppia The Young Bucks, ma furono sconfitti.
Jannetty debuttò nella UWA Elite l'8 novembre del 2012, sfidando direttamente l'UWA Elite iChampion Hedges ad un match per il titolo. Due giorni dopo, Marty sconfisse Hedges a Metuchen, New Jersey. Venne però privato del titolo il 20 marzo 2013 per mancata difesa dello stesso.
Lottò il suo ultimo match il 16 giugno 2018 nella Border, participando a un eight-man elimination tag team match, dove era il capitano della squadra, sconfiggendo Eddie Gonzales e il suo team. In una recente intervista concessa a Bill Apter, Jannetty rivelò di essersi sottoposto a due interventi chirurgici alle caviglie, e di non volere più tornare a combattere per paura di compromettere per sempre la sua mobilità.

## Personaggio

### Mosse finali
- Diving fist drop[12][13]
- Rocker Dropper (WWF/E / Circuito indipendente) / Showstopper (WCW) (Wrist-lock leg drop bulldog)[12][14][15]

### Manager
- Bert Prentice
- Sensational Sherri

### Musica d'ingresso
- You Shook Me All Night Long degli AC/DC (NWA)
- Gimme All Your Lovin' degli ZZ Top (CSW)
- Rock Out di Jimmy Hart e J.J. Maguire (WWF/E; 1988-1991; 14 marzo 2005; usata come membro dei Rockers
- Living After Midnight dei Judas Priest (ECW; circuito indipendente)
- Satan Sister (WCW; 1998)
- High Voltage degli AC/DC (SMW)

## Titoli e riconoscimenti
American Wrestling Association
- AWA World Tag Team Championship (2 - con Shawn Michaels)

Pro Wrestling Illustrated
- Match of the Year  vs. Shawn Michaels a Monday Night Raw per il WWF Intercontinental Championship.  (1993)
- 57º tra i 500 migliori wrestler singoli nella PWI 500 (1991)
- 13º tra i 500 migliori wrestler singoli nella PWI 500 (1993)
- 33º tra i 100 migliori tag team nella "PWI Years" (2003) - con Shawn Michaels
- 194º tra i 500 migliori wrestler singoli nella "PWI Years" (2003)

World Wrestling Federation
- WWF Intercontinental Championship (1)
- WWF World Tag Team Championship (1 - con 1-2-3 Kid)